# Hangard
Hangard és un municipi francès situat al departament del Somme i a la regió dels Alts de França. L'any 2007 tenia 116 habitants.

## Fills il·lustres
- Carl Roeder (1860-[...?]) compositor i pedagog musical.

## Demografia

### Població

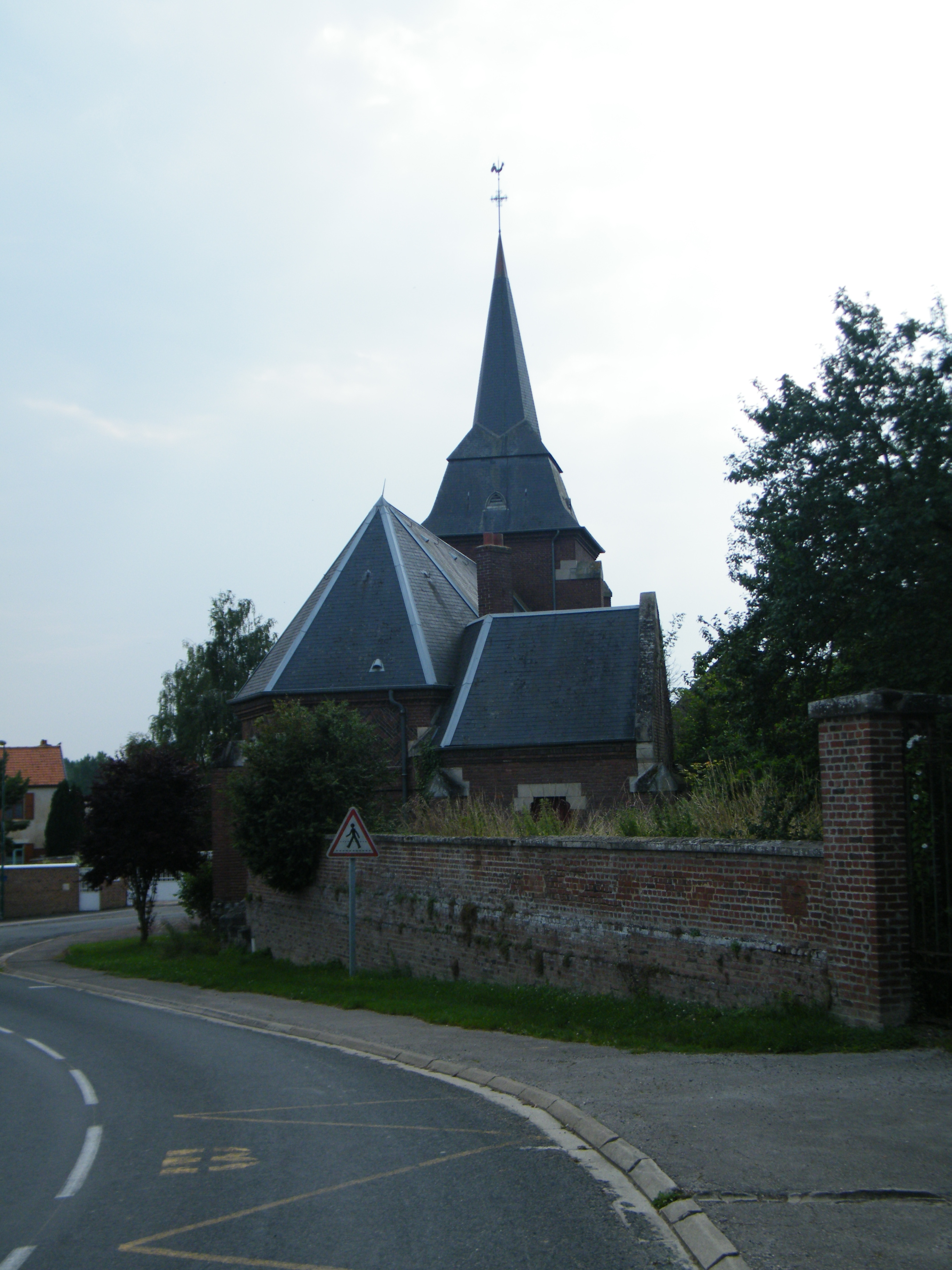

El 2007 la població de fet de Hangard era de 116 persones. Hi havia 44 famílies de les quals 12 eren unipersonals (12 homes vivint sols), 12 parelles sense fills, 16 parelles amb fills i 4 famílies monoparentals amb fills.
La població ha evolucionat segons el següent gràfic:
Habitants censats

### Habitatges
El 2007 hi havia 46 habitatges, 44 eren l'habitatge principal de la família, 1 era una segona residència i 1 estava desocupat. 45 eren cases i 1 era un apartament. Dels 44 habitatges principals, 32 estaven ocupats pels seus propietaris i 12 estaven llogats i ocupats pels llogaters; 1 tenia dues cambres, 5 en tenien tres, 13 en tenien quatre i 26 en tenien cinc o més. 38 habitatges disposaven pel capbaix d'una plaça de pàrquing. A 14 habitatges hi havia un automòbil i a 26 n'hi havia dos o més.

### Piràmide de població
La piràmide de població per edats i sexe el 2009 era:
| Homes | Edats   | Dones |
| ----- | ------- | ----- |
| 0     | 95 o +  | 0     |
| 0     | 90 a 94 | 0     |
| 0     | 85 a 89 | 0     |
| 0     | 80 a 84 | 0     |
| 0     | 75 a 79 | 0     |
| 0     | 70 a 74 | 0     |
| 0     | 65 a 69 | 0     |
| 4     | 60 a 64 | 0     |
| 4     | 55 a 59 | 8     |
| 4     | 50 a 54 | 4     |
| 4     | 45 a 49 | 0     |
| 4     | 40 a 44 | 4     |
| 4     | 35 a 39 | 4     |
| 8     | 30 a 34 | 4     |
| 8     | 25 a 29 | 4     |
| 0     | 20 a 24 | 0     |
| 14    | 15 a 19 | 0     |
| 8     | 10 a 14 | 4     |
| 8     | 5 a 9   | 0     |
| 8     | 0 a 4   | 4     |

## Economia
El 2007 la població en edat de treballar era de 79 persones, 68 eren actives i 11 eren inactives. De les 68 persones actives 63 estaven ocupades (37 homes i 26 dones) i 5 estaven aturades (2 homes i 3 dones). De les 11 persones inactives 5 estaven jubilades, 3 estaven estudiant i 3 estaven classificades com a «altres inactius».
Activitats econòmiques
L'únic establiment que hi havia el 2007 era d'una empresa de fabricació d'altres productes industrials.
L'any 2000 a Hangard hi havia 7 explotacions agrícoles que ocupaven un total de 798 hectàrees.

## Poblacions més properes
El següent diagrama mostra les poblacions més properes.